# فرودگاه کوکستاون
فرودگاه کوکستاون (به انگلیسی: Cookstown Airport) یک فرودگاه خصوصی است که یک باند فرود چمن دارد و طول باند آن ۱۰۳۶ متر است. این فرودگاه در کشور کانادا قرار دارد و در ارتفاع ۲۲۹ متری از سطح دریا واقع شده‌است.